# إيذاء النفس
إيذاء النفس أو جرح النفس هو إصابة مباشرة متعمدة لأنسجة الجلد الخاصة للمرء عادة دون نية في الانتحار. استُخدمت مصطلحات أخرى مثل الجرح وتشويه الذات لأي سلوك يُضر بالنفس بغض النظر عن النية في الانتحار. الشكل الأكثر شيوعًا لإيذاء النفس هو استخدام أداة حادة لقطع الجلد. وتشمل الأشكال الأخرى الخدش والضرب أو عض و حرق أجزاء من الجسم. في حين كان إيذاء النفس يتضمن سابقًا التئام الجروح وشد أو قرص الجلد المفرط وشد الشعر وابتلاع السموم، فإن الاستعمال الحالي يميِّز هذه التصرفات عن ايذاء النفس. وبالمثل، فإن تلف الأنسجة الناجم عن تعاطي المخدرات أو اضطرابات الأكل لا يعتبر إيذاءً للنفس لأنه عادةً ما يكون من الآثار الجانبية غير المقصودة.
على الرغم من أن إيذاء النفس عمل غير الانتحاري، إلا أنه لا يزال يشكل تهديدًا على الحياة. الأشخاص الذين يؤذون أنفسهم هم أكثر عرضة للانتحار، كما أن إيذاء النفس يوجد في 40-60% من حالات الانتحار. ومع ذلك، لا ينتحر سوى أقلية من الذين يؤذون أنفسهم.
تعتبر الرغبة في إيذاء النفس من الأعراض الشائعة لبعض الاضطرابات الشخصية. الأشخاص الذين يعانون من الاضطرابات النفسية الأخرى هم أيضًا قد يؤذون أنفسهم، بما في ذلك أولئك الذين يعانون من الاكتئاب واضطرابات القلق وتعاطي المخدرات واضطرابات الأكل واضطراب ما بعد الصدمة والفصام واضطرابات تفارقية. توفر الدراسات دعمًا قويًا في ما يخص الايذاء الذاتي، ودليلًا متواضعًا على مكافحة التفارق والتأثير الشخاصي ومكافحة الانتحار والبحث عن الإحساس ووظائف الحدود الشخصية.

## الدوافع

### مرض عقلي
على الرغم من أن بعض الناس الذين ياذون الذات لا تعاني من أي شكل من أشكال المرض العقلي المعروفة، وكثيرا من الناس تعاني من أشكال مختلفة من الصحة النفسية السيئة لذلك هم أكثر عرضة للإيذاء النفس. المجالات الرئيسية للمرض الذي يحمل زيادة خطير وتشمل الأسباب (الحدود) اضطراب في الشخصية والاكتئاب واضطراب السلوكيات. كما يعتبر تعاطي العقاقير عامل خطير وكذلك بعض الصفات الشخصية مثل مهارات حل مشكلة الفقراء والاندفاع. وهناك أوجه التشابه بين إيذاء النفس ومتلازمة مانشهاوزن، وهو اضطراب نفسي حيث اختلق تلك الأمراض المتأثرة أو الصدمة.
قد تكون هناك أرضية مشتركة الشدة الداخلية وبلغت ذروتها في ضرر ذاتيين في مانشهاوزن المريض. ومع ذلك، فإن الرغبة في خداع أفراد الخدمات الطبية من اجل الحصول على العلاج والاهتمام هو أكثر أهمية في مونخهاوزن مما كانت عليه في إيذاء النفس.

### العوامل النفسية
منع البيئات العاطفيه حيث الآباء معاقبة الأطفال للتعبير عن الحزن أويصعب التعبير عن العواطف وزيادة معدلات وقوع ضرر النفس. الطفولة مقبوله خلال الأولية عامل الاجتماعي وإساءة المعاملة كما هي الفجيعة والمضطربة أو شريك العلاقات الأبوية. مثل الحرب والفقر والبطالة من العوامل التي قد تسهم أيضا. وبالإضافة إلى ذلك، بعض الأفراد ذوي العاهات الخلقية انتشارا مثل التوحدو الانخراط في إيذاء النفس. وعلى الرغم من كان هذا هو شكل من أشكال التحفيز الذاتي أو لغرض ايذاء نفسه هو موضوع نقاش.
تقترح دراسة لتشابمان وزملاؤه في عام 2006 نموذجاً تم اختبار عوامل عديدة فيه وقد وجدوا ان الامور مثل معاقبة الذات ترتبط مع افراز المزيد من الاندروفين الذي يقلل الضغط النفسي والألم واستنتجوا أنه يرتبط أيضاً بجرح الذات وأن هذا الإفراز مع هذا الفعل قد يولد دورة أدمان على الفعل.

### المخدرات والكحول
يرتبط تعاطي المخدرات، والاعتماد والانسحاب مع إيذاء النفس. فضلا عن انسحاب البنزوديازيبين المرتبطة البنزوديازيبين هو الاعتماد مع - إيذاء النفس في سلوك الشباب. والكحول هو عامل خطر رئيسي للأذى النفس. الدراسة التي حللت إيذاء النفس لعرض لحالات الطوارئ في الغرف وجدت أيرلندا الشمالية ان الكحول هو العامل الرئيسي والمساهمة والمشاركة في 63,8 في المئة من الضرر النفس.
مرحبا بالفيس بوك إيذاء النفس ليست عادة السلوك الانتحاري، على الرغم من أن هناك احتمال أن يلحق ضرر نفسي، قد يؤدي إلى الأضرار التي تهدد الحياة. وعلى الرغم من أن الشخص قد لا تعترف الصدد، إيذاء النفس غالبا ما يصبح ردا على الساحقة الألم العاطفية والعميقة التي لا يمكن حلها في طريقة أكثر وظيفية(ملائمه).
الدوافع لإيذاء النفس تختلف كما يمكن استخدامها لتحقيق عدد من وظائف(سلوكيات) مختلفة. وتشمل هذه السلوكيات(الوظائف) إيذاء النفس وتستخدم كآلية التعامل الذي يوفر راحة مؤقتة من المشاعر الشديدة مثل القلق والاكتئاب والإجهاد، والغدر العاطفي والشعور بالفشل أو كراهية النفس. وهناك أيضا علاقة طردية بين الإحصائية لإيذاء النفس والاعتداء العاطفي. وقد يصبح الضرر الذاتي وسيلة لإدارة الألم وعلى النقيض من الألم الذي قد شهدت في وقت سابق من الذين يعانون من حياة (على سبيل المثال من خلال الاعتداء) وهي التي لم تتمتع بأي سيطرة.
دوافع أخرى لإيذاء النفس لا تنسجم مع نماذج من سلوكيات الدواءو قد تبدو غير مفهومة للآخرين، كما يتبين من هذا المثال:
في الوضع الطبي يستند عادة على تقييم دوافع السلائف على الحادث والظروف والمعلومات من المريض. ومع ذلك، ودراسات محدودة تبين أن التقييمات المهنية تميل إلى اقتراح المتلاعبة أو عقابية دوافع أكثر من التقييمات الشخصية.
للمملكة المتحدة ذكرت دراسة المكتب ان اثنين فقط من الدوافع: "للفت الانتباه "و" بسبب الغضب ". بالنسبة لبعض الناس اذين ياذون أنفسهم يمكن أن يكون وسيلة للفت الانتباه إلى الحاجة للمساعدة وطلب المساعدة بطريقة غير مباشرة ولكن قد يكون أيضا محاولة للتأثير على الآخرين والتلاعب بها في بعض الطريق عاطفيا. ومع ذلك مع تكرار تلك المزمنة ووالذين ياذون أنفسهم في كثير من الأحيان لايريدون الاهتمام وإخفاء ندوب بعناية.
كثير من الناس الذين ياذون أنفسهم يتذكروا أنه يسمح لهم ب "الذهاب بعيدا" أ يفصل بين العقل من المشاعر هي التي تسبب الألم. ليتحقق ذلك قد يكون من خلال خداع العقل في الاعتقاد بأن المعاناة التي يشعر يجري هو سبب الحالية الضرر عن النفس بدلا من القضايا التي كانت تواجه من قبل: ذلك الألم الجسدي وأعمال العاطفية هم الألم الأصلي لاستكمال هذه النظرية، يمكن للمرء أن ينظر في الحاجة إلى 'وقف' شعور الألم العاطفي والانفعالات النفسية. ألف شخص قد تكون شديدة الحساسية وطغت ؛ "عظيم الأفكار قد تكون كثيرة تدور في إطار ما والعقل وإما أنها قد تسبب أو يمكن أن يصبح اتخاذ قرار لوقف المشاعرالساحقة " قد تكون الجهاز الجنسي يضر عمدا كوسيلة للتعامل مع مشاعر غير المرغوب فيها من الحياة الجنسية، أو كوسيلة لمعاقبة الأعضاء الجنسية التي يمكن أن ينظر إليها على أنها وردت في وجود مخالفة لرفاهية الفرد.على سبيل المثال والرد على الاعتداء الجنسي في مرحلة الطفولة).
أولئك الذين يتورطون في مواجهة إيذاء النفس واقع متناقض من إيذاء أنفسهم، بينما في نفس الوقت الحصول على إعفاء من هذا القانون. بل انه قد يكون من الصعب على البعض قطع لبدء فعله لكنهم في كثير من الأحيان لأنهم يعرفون لإغاثة التي ستلي. وبالنسبة لبعض مصاير المصابين في الإغاثة النفسية في المقام الأول، بينما للآخرين الشعور الإغاثة يأتي من الاندورفين بيتا صدر في الدماغ. الاندورفين هي الأفيونيات الذاتية التي تم إصدارها في استجابة لإصابات جسدية، بمثابة المسكنات الطبيعية، ويستحث مشاعر لطيفة وسيعمل على تخفيف حدة التوتر والاضطراب العاطفي. كثير تقرير الشعور المصابين سوى القليل جدا لأي ألم في حين الذاتي الذات، وبالنسبة للبعض، وإيذاء النفس المتعمده قد تصبح وسيلة لطلب المتعة.
بدلا من ذلك، الضرر قد يكون وسيلة للنفس لشيء من الشعور، حتى لو كانت غير سارة ضجة كبيرة ومؤلمة. أولئك الذين ياذون أنفسهم أحيانا وصف مشاعرهم بالفراغ أو خدر (انعدام اللذة)، والألم الجسدي قد يكون التخفيف من هذه المشاعر. "لا يجوز فصل أي شخص من نفسه أو نفسها، بمعزل عن الحياة، وخدر وحشيا. ويمكن أن يتعرف ثم الحاجة إلى وظيفة أكثر من ذلك، أو لديهم الرغبة في الشعور الحقيقي مرة أخرى، ويتم اتخاذ قرار لإنشاء الإحساس وتستيقظ.
بوصفها آلية التعامل، الضرر يمكن أن تصبح النفس بسبب الإدمان، لهارمر المصير وأنها تعمل، بل يتيح له أو لها للتعامل مع التوتر الشديد في اللحظة الراهنة. وفي بعض الأحيان أنماط خلق مثل فترات زمنية محددة بين أفعال إيذاء النفس، ويمكن أيضا إنشاء نمط السلوكية التي يمكن أن تؤدي إلى الرغبة أو الرغبة لتحقيق أفكار إيذاء النفس. نرجو. الإبلاغ عن هذا الحساب رابط حساب الضحية

## كيفية الوقاية

الشريط البرتقالي الوعي لضرر النفس.

### إيذاء النفس الوعي
وهناك حركات عديدة في أوساط المجتمع لإيذاء النفس العام أن يقدم نفسه لإيذاء نفسه والعلاج المعروف لمهنيي الصحة النفسية، فضلا عن عامة الناس. على سبيل المثال، الإصابة الوعي اليوم (سياد) يتم تعيين الضرر الذاتي ل" مارس من كل عام"، حيث في هذا اليوم، وبعض الناس يختارون أن يكونوا أكثر انفتاحا حول بهم الضرر عن النفس، والمنظمات الوعي تبذل جهود خاصة لرفع مستوى الوعي الضرر الذاتي. وبعض الناس يرتدون الشريط البرتقالي أو معصمه لتشجيع الوعي إيذاء النفس.

## العلاج
هناك شكوك كبيرة حول أي أشكال العلاج النفسي والجسدي للمرضى الذين يؤذون أنفسهم أكثر فعالية وكما السريرية المطلوبة هي دراسات أخرى من هذا القبيل. والسمات النفسية واضطرابات الشائعة في الأفراد الذين يؤذون أنفسهم، ونتيجة لإيذاء النفس قد يكون مؤشرا على الاكتئاب أو غيرها من المشاكل النفسية. الناس الذين يؤذون أنفسهم يعانون من الاكتئاب المعتدل والشديد والمعاملة مع ذلك، المضادة للاكتئاب العديد من الأدوية غالبا ما تكون فعالة في علاج هؤلاء المرضى. العلاج السلوكي المعرفي ويمكن أيضا أن تستخدم (حيث الموارد المتاحة) لمساعدة ذوي محور التشخيص، مثل الاكتئاب والفصام والاضطراب الثنائي القطب. سلوكية العلاج يمكن أن يكون ناجحة جدا لأولئك الأفراد اظهار الاضطراب في الشخصية، ويمكن استخدامها لأولئك الذين يعانون من أمراض عقلية أخرى علاج لأسباب ذاتية الفكر هو ضرر التشخيص والعديد من المراقبين أن أفضل نهج لمعالجة الضرر عن النفس. ولكن في بعض الحالات، لا سيما في عملاء مع الاضطراب في الشخصية، وهذه ليست فعالة جدا، والأطباء أكثر من ذلك بدأت تتخذ نهجا "DBT" من أجل الحد من السلوك نفسه. الاعتماد على الذات المعتاد أحيانا يضر الناس الذين في المستشفى النفسية، على أساس استقرارها، وقدرتهم واستعدادهم خاصة للحصول على مساعدة.
في الأفراد ذوي العاهات الخلقية، ويتجلى في كثير من الأحيان حدوث الضرر عن النفس يجب أن تكون متصلة آثاره على البيئة، مثل الحصول على اهتمام أو المواد المطلوب أو هروب المطالب. كأفراد تنمويا المعاقين غالبا ما يكون الاتصال الاجتماعي أو العجز، قد يكون إيذاء النفس طريقهم للحصول على هذه الأشياء التي لا يستطيعون الحصول على خلاف ذلك بطريقة مناسبة اجتماعيا (مثل عن طريق طرح). نهج واحد لمعالجة إيذاء النفس وبالتالي لتعليم بديل، ردا مناسبا للحصول على نفس النتيجة كما في إيذاء النفس.

### تقنيات تجنبيه
السلوكيات البديلة توليد المعاني التي يمكن أن تشارك بدلا من إيذاء النفس هو أحد الأساليب السلوكية الناجحة التي يعمل لتجنب ايذاء الذات. وتهدف إلى ابقاء مشغول(فعالا) قد تشمل تقنيات اليومية وأخذ يمشي والمشاركة في الألعاب الرياضية أو ممارسة أو يجري حولها الأصدقاء عندما المتألم لديه الرغبة في الضرر عن أنفسهم. إزالة الأشياء المستخدمة في إيذاء النفس من الوصول بسهولة أيضا مفيدة لمقاومة الذاتي تحث إيذاء. توفير بطاقة تسمح الذين يعانون من حالات الطوارئ لاجراء اتصالات مع خدمات المشورة وينبغي أن الرغبة في إيذاء النفس تنشأوهي قد تساعد أيضا في منع فعل من إيذاء النفس. وأكثر أمنا من الطرق الذاتية التي تضر، لا تؤدي إلى الدائمة، والضرر على سبيل المثال العض من المطاط على الفرقة المعصم، قد يساعد أيضا البديل تهدئة الرغبة في إيذاء النفس. بيوفيدباك قد تساعد في زيادة استخدام الوعي الذاتي في بعض المهن التي تعاني من قبل الدولة أو النفسية أو المزاج خاصة التي تسبق نوبات من السلوك، إيذاء النفس، ومساعدة المتألم لتحديد التقنيات اللازمة لتجنب تلك المهن(السلوكيات) تمهيدي قبل أن تؤدي إلى إيذاء النفس. تجنب أو مواجهة أي إستراتيجية يجب أن تكون مناسبة لفرد الدافع والسبب في إلحاق الأذى.

## معدلات انتشار المرض

العالم خريطة تبين سنة من سنوات العمر المعدلة حسب الإعاقة، والتي هي مقياس لعبء المرض في كل بلد، لإصابات الذاتي لكل 100,000 نسمة في 2004. [173] [174] [175] [176] [177] [178] [179] [180] [181] [182] [183] [184] [185

ومن الصعب الحصول على صورة دقيقة عن حدوث وانتشار إيذاء النفس. ويرجع هذا في جزء منه إلى عدم وجود عدد كاف من مراكز البحوث مكرسة لتوفير نظام للرصد المستمر. ولكن، حتى مع ما يكفي من الموارد وتقديرات الإحصائية الخام نظرا إلى أن معظم حالات إيذاء النفس والغير المعلوم لمهنة الطب والضرر. كثيرا ما قامت هي أفعال النفس تنفذ في سرية، والجروح قد تكون سطحية ويمكن معالجتها بسهولة من قبل الفرد. تستند الأرقام يمكن أن تسجل على ثلاثة مصادر وعينات من المستشفيات والقبول العام ومسوحات سكانية النفسية حوالي 10% من القبول في الأجنحة الطبية في المملكة المتحدة هي نتيجة الضرر عن النفس ومعظمها تعاطي جرعات زائدة من المخدرات. ومع ذلك، الدراسات التي تعتمد فقط على دخول المستشفيات قد يخفي مجموعة أكبر من المصابين الذين يؤذون أنفسهم لا يحتاجون إلى العلاج في المستشفى أو السعي لإصاباتهم بدلا من معالجة أنفسهم. كثير من المراهقين الذين يقدمون إلى المستشفيات العامة مع الضرر المتعمد التقرير السابق، حلقات النفس التي أنهم لم يتلقوا الرعاية الطبية.
أفضل البحوث المتاحة تشير إلى أن في الولايات المتحدة تصل إلى 4% من البالغين الذين يؤذون أنفسهم مع ما يقرب من 1% من السكان الانخراط في المزمنة أو الشديدة الضرر عن النفس. الأبحاث الحالية تشير إلى أن معدلات إيذاء النفس هي أعلى بكثير بين الشباب مع متوسط سن بداية بين 14 و 24. أقرب الحوادث المبلغ عنها من إيذاء النفس في الأطفال بين خمس وسبع سنوات من العمر. في المملكة المتحدة 2008 معدلات المصابين بايذاء أنفسهم في الشباب يمكن أن يصل إلى 33 ٪. وبالإضافة إلى ذلك يبدو أن هناك خطرا متزايدا من إيذاء النفس في كلية الطلاب من بين عامة السكان. في دراسة أجريت على طلاب المرحلة الجامعية في الولايات المتحدة، وأشار الاستطلاع ان 9,8% من الطلاب أن قطعت عمدا أو أنهم أحرقوا أنفسهم على الأقل مرة واحدة في الماضي. الضرر ليشمل الرأس، وضجيجا، تم توسيع خدش نفسه، وضرب نفسه جنبا إلى جنب مع قطع وحرق، 32% من العينة وقال في تعريف الذات وعندما فعلت ذلك.

### الفروق بين الجنسين
تجميع البحوث وجدت لديها أحدث معدلات مماثلة عموما من إيذاء النفس بين الرجال والنساء. ومع ذلك، أشار البحث لديها في الماضي الكثير من أربعة أضعاف الإناث العديد من الذكور لديهم خبرة مباشرة من إيذاء النفس. ومع ذلك، ينبغي توخي الحذر في رؤية ايذاء الذات باعتبارها مشكلة أكبر بالنسبة للإناث، منذ الذكور قد الانخراط في أشكال مختلفة من الضرر الذاتي الذي يمكن أن يكون أسهل وأوضح لإخفاء أو نتيجة لظروف مختلفة. على سبيل المثال، أكثر من الرجال في كثير من الأحيان تقرير حرق وضرب أنفسهم، في حين أن النساء أكثر عرضة للتقرير قطع وحرق أنفسهم. وبالتالي، لا تزال هناك معارضة على نطاق واسع وجهات النظر حول ما إذا كان التناقض بين الجنسين هو ظاهرة حقيقية، أو مجرد قطعة أثرية من التحيز في جمع البيانات.
منظمة الصحة العالمية يورو متعددة المراكز دراسة عن ظاهرة الانتحار، التي أنشئت في 1989 أثبتت ذلك، لكل فئة عمرية، ونسبة الإناث من إيذاء النفس الذي تجاوز من الذكور، مع أعلى نسبة بطالة بين الإناث في الفئة العمرية 13-24 وأعلى معدل بين الذكور في الفئة العمرية 12-34. ومع ذلك، كان من المعروف أن هذا التعارض لم تختلف بشكل كبير على المنهجية ومعايير السكان، بما يتفق مع الشكوك واسعة النطاق في جمع وتفسير البيانات المتعلقة بأسعار الصرف من إيذاء النفس بشكل عام. وقد مثل هذه المشاكل في بعض الأحيان تركز الانتقادات في سياق تفسير أوسع النفسي والاجتماعي. على سبيل المثال، "باربرا بيركمان "وقد تكهنت النسوية البلاغ أن الفروق بين الجنسين وذكرت في معدلات إيذاء النفس ومن المقرر ان تعمد متحيزة اجتماعيا وأخذ العينات الأخطاء المنهجية، وإلقاء اللوم مباشرة الخطاب الطبية للباثولوجنسج الأنثى.
مشوهة في كثير من الأحيان وهذا التفاوت بين الجنسين في فئات معينة من السكان حيث معدلات إيذاء النفس هي مفرطة العالية، والتي قد تكون لها آثار على أهمية وتفسير العوامل النفسية والاجتماعية الأخرى من الجنسين. دراسة في 2003 وجدت لانتشار عالية للغاية من إيذاء النفس بين 428 وهارب المشردين في أوساط الشباب (سن 16 إلى 19) مع 72% من الذكور و 66% من الإناث الإبلاغ عن التاريخ الماضي من إيذاء النفس. ومع ذلك، في 2008، ودراسة الشباب والناس رأى تضرر إغلاق الفجوة بين الجنسين، مع 32% من الشابات و 22% من الشباب الذكور الذين اعترفوا إيذاء النفس. وتشير الدراسات أيضا إلى أن الذكور الذين يؤذون أنفسهم يمكن أيضا أن تكون في خطر أكبر من استكمال الانتحارية.
لا يبدو أن هناك اختلاف في الدافع لإيذاء النفس في الذكور والإناث المراهقات. على سبيل المثال، لكلا الجنسين هناك زيادة تدريجية في إيذاء النفس المتعمد يرتبط مع زيادة في استهلاك السجائر والمخدرات والكحول. اثار عوامل مثل انخفاض احترام الذات وعلى اصدقاء وأفراد العائلة الذين يؤذون أنفسهم شائعة أيضا بين كل من الذكور والإناث. محدودة وجدت إحدى الدراسات أن من بين هؤلاء الأفراد الشباب الذين لا يؤذون أنفسهم، كلا الجنسين مثلما هي الارجح على قدم المساواة لاستخدام أسلوب قطع الجلد. ومع ذلك، الإناث اللواتي قطع أكثر عرضة من الذكور لشرح من إيذاء النفس الحلقة بالقول إن كانوا يريدون معاقبة أنفسهم. في نيوزيلندا، هي في المستشفى أكثر من الإناث لإيذاء النفس المتعمد من الذكور. الإناث أكثر شيوعا اختيار أساليب مثل التسمم الذاتي التي هي عموما ليست مميتة، ولكنها لا تزال خطيرة بما يكفي لتتطلب دخول المستشفى.

### عجوز
في دراسة لإحدى مستشفيات المناطق العامة في المملكة المتحدة، والذين تتراوح أعمارهم 65 جميع حالات إيذاء النفس في المستشفى أكثر من 5,4 ٪. وكانت نسبة الذكور إلى الإناث 2:3 على الرغم من أن معدلات إيذاء النفس للذكور والإناث أكثر من 65 في السكان المحليين كانت متطابقة. وكان أكثر من 90% ظروف الكساد، و 63% وكان مرض جسدي كبير. تحت أعطى 10% من المرضى في وقت سابق من التاريخ إيذاء النفس، في حين أن كلا من الرسوب ومعدلات الانتحار كانت منخفضة جدا، والتي يمكن تفسيرها بسبب غياب العوامل التي يعرف بأنها ترتبط مع التكرار، مثل اضطراب في الشخصية وتعاطي الكحول. ومع ذلك، لطيفة توجيهات بشأن إيذاء النفس في المملكة المتحدة تشير إلى أن كبار السن الذين يؤذون أنفسهم هم في خطر أكبر من استكمال الانتحارية ومع 1 في 5 كبار السن الذين إيذاء النفس الانتقال إلى نهاية حياتهم.

### العالم النامي
في الآونة الأخيرة محاولات لتحسين الوضع الصحي في العالم النامي تتركز على النواحي المادية فقط ولكن المرض أيضالا الصحة العقلية. تعتبر إيذاء النفس هو شائع في العالم النامي. البحث في إيذاء النفس في العالم النامي لا تزال محدودة للغاية على الرغم من أن المهم دراسة الحالة هو أن من "سري لانكا"، وهي بلد معرض لارتفاع معدل الانتحار والتسمم الذاتي بالمبيدات والآفات الزراعية أو السموم الطبيعية. واعترف كثير من الناس عن تسمم متعمدة خلال دراسة قام بها"ايديسون" حيث كانوا صغارا وقليل أعرب عن رغبته في الموت، لكن الموت كان شائعا نسبيا في الشباب في هذه الحالات. تحسين الإدارة الطبية التسمم الحاد في العالم النامي الفقيرة والتحسينات المطلوبة من أجل الحد من وفيات.
من أسباب التسمم المتعمد في النفس وسن المراهقين شملت بعض الفجيعة والانضباط القاسية من قبل الوالدين. وتنتشر حاليا وآليات التكيف في المجتمعات المحلية وحاصرت الناس من قبل الآخرين الذين سبق أضر عمدا أنفسهم أو محاولة الانتحار. طريقة واحدة للحد من إيذاء النفس سيكون لتقييد الوصول إلى السموم كثير من الحالات، ومع ذلك تشمل المبيدات والبذور الدفلى الصفراء، والحد من الوصول إلى هذه العوامل سيكون صعبا. إمكانات كبيرة للحد من إيذاء النفس يكمن في التثقيف والوقاية، ولكن محدودية الموارد في العالم النامي جعل هذه الطرق الصعبة.

### نزلاء سجن
تعمد إيذاء النفس هو السائد وخصوصا في نزلاء السجون. وثمة تفسير لهذا المقترح هو أن السجون غالبا ما تكون أماكن للعنيف، والسجناء الذين يرغبون في تجنب المواجهات الجسدية قد يلجأون إلى إيذاء النفس ووصفه بانه حيلة، إما لإقناع سجناء آخرين بأنهم مجنون خطير وتحملا للألم أو للحصول على الحماية من سلطات السجن.

## تاريخ الهيموجلوبين السكرى
مصطلح "تشويه الذات" وقعت في دراسة قام بها ايمرسون جنيه في 1913 حيث أنه يعتبر الذاتي استبدال قطع رمزية للاستمناء. ظهر هذا المصطلح في مقال له في 1935 وكتاب في عام 1938 عندما" كارل مينجر" المكرر المفاهيمي تعريفات له من تشويه الذات. دراسته عن التدميرية الذاتية المتباينة بين السلوكيات الانتحارية وتشويه الذات. ل"كارل" لتعبير عن تشويه الذات غير مميتة من رغبة الموت الموهن وهكذا صاغ الأجل الجزئي الانتحارية. وبدأ نظام تصنيف ستة أنواع:
1. العاضون مسمار _العصابي والمتطرفة لإزالة الشعر والجراحة التجميلية لا لزوم لها—العصبية.
2. الدينية—فلاجيلانت الذاتي وغيرها.
3. طقوس البلوغ - إزالة غشاء البكارة أو تغيير ختان البظر.
4. ذهاني - العين أو إزالة الأذن والأعضاء التناسلية للتشويه الذات وبتر المدقع
5. أمراض الدماغ العضوية -التي تسمح المتكررة ضجيجا الرأس، وكسر اصبع اليد العض، أو إزالة العين.
6. التقليدية - لقطة وتقليم الشعر والحلاقة. اللحى مسمار

باو (1969) يفرق بين الدقيق منخفضة الفتك والخشنة وعالية الفتك الذاتي مالتيلاتور الذين يقطعون. 'حساسة' تقطيعه والشباب متعددة عرضية من التخفيضات سطحية، وكان الشريط الحدودي عموما السمات تشخيص الاضطراب. 'الخشنة' تقطيعه وكانت أقدم وذهاني عموما. روس ومكاي (1979) المصنفة الذاتي mutilators إلى 9 مجموعات: القطع، والعض والكشط قطع وإدراج والحرق أو تناول استنشاق وضرب وتشنجا
بعد 1970s نموذج للإيذاء النفس انتقلت من التركيز على فرويد محركات الجنسي النفسي من المرضى.
والش وروزن (1988) إنشاء أربع فئات من الأرقام الرومانية المرقمة من الأول إلى الرابع، وتحديد تشويه الذات والصفوف الثاني والثالث والرابع
| تصنيف داء كرو | أمثلة السلوك                                                                                              | درجة الضرر المادي | الحالة النفسية | القبول الاجتماعي                                                |
| ------------- | --- | ----------------- | -------------- | --------------------------------------------------------------- |
| 1             | ثقب الأذن، قضم الأظافر، والوشم الصغيرة، والجراحة التجميلية (لا يعتبر ايذاء الذات من قبل غالبية من السكان) | سطحية إلى معتدل   | حميدة          | قبلت معظمها                                                     |
| 2             | ندوب صابر الثقب، الشعائرية عشيرة تندب بحار والوشم عصابة                                                   | خفيفة إلى معتدلة  | لتحريكها حميدة | ثقافة فرعية القبول                                              |
| 3             | جرح المعصم أو هيئة قطع والحرق بالسجائر ذاتيا والوشم وتسحج                                                 | خفيفة إلى معتدلة  | أزمة نفسية     | مقبولة من قبل بعض المجموعات الفرعية ولكن ليس من قبل عامة السكان |
| 4             | الاوتوكاستاشن واستئصال الذاتي وبتر الأطراف                                                                | الحاد             | انهيار ذهاني   | غير مقبول                                                       |

"فافيزاو روزنتال" (1993) بمراجعة مئات الدراسات وينقسم تشويه الذات إلى فئتين: يعاقب ثقافيا تشويه الذات والمنحرفة تشويه الذات. فافيزا أيضا خلق فئتين فرعيتين من عقوبات التشويه الذاتي الطقوس والممارسات. والطقوس المتكررة والتشويه والأجيال تعكس التقاليد ورمزية ومعتقدات المجتمع  الممارسات عابرة تاريخيا ومستحضرات التجميل مثل ثقب شحمة الأذن والأنف والحاجبين وكذلك ختان الذكور (لغير اليهود) في حين المنحرف تشويه الذات ما يعادل الضرر عن النفس.

## المجتمع والثقافة.
الضرر الذاتي هو المعروف وقد تم ممارسة الطقوس العادية من الثقافات مثل حضارة المايا القديمة، في الكهنوت الذي مايا تنفيذ التلقائي التضحية عن طريق قطع وثقب أجسادهم من أجل سحب الدم. إشارة إلى كهنة بعل "قطع أنفسهم مع ريش حتى سالت الدماء" يمكن العثور عليها في الكتاب المقدس العبرية. ومع ذلك، في اليهودية، والضرر ممنوع مثل النفس بموجب القانون الفسيفساء.
كما يمارس إلحاق الأذى بالنفس قبل سادهو أوالتقشف الهندوسي، في الكاثوليكية والاهانه من اللحم، في الكنعانية القديمة مراسم العزاء كما هو موضح في رأس شمرا وأقراص في طقوس سنوية الشيعية جلد الذات، وذلك باستخدام السلاسل والسيوف، الذي يحدث خلال عاشوراء حيث مورن المذهب الشيعي استشهاد الإمام الحسين.

## في الحيوانات الأخرى

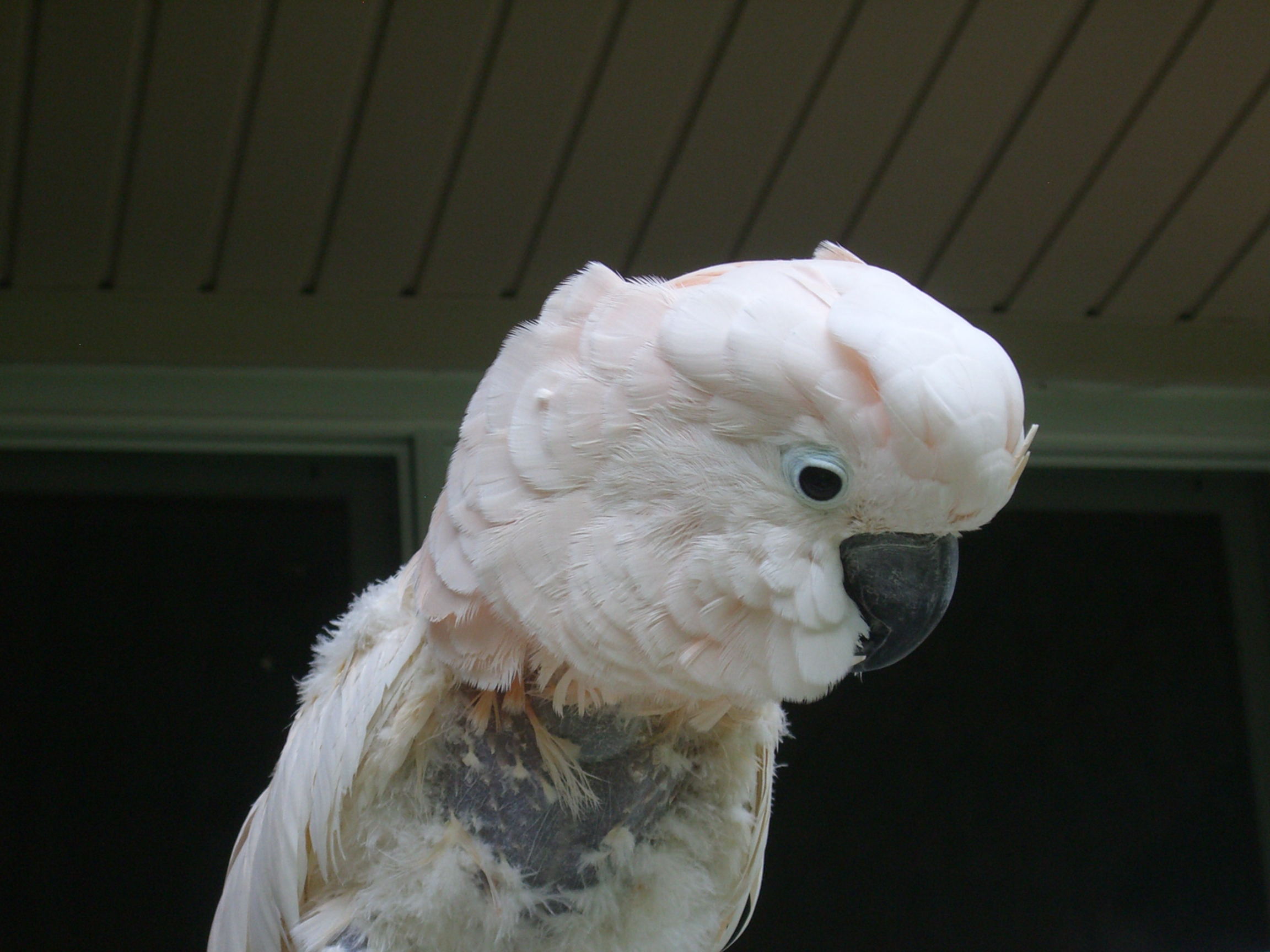
نتف الريش، في الببغاء مولوكو

تشويه الذات في الثدييات غير البشرية هي راسخة، وإن لم يكن ظاهرة معروفة على نطاق واسع ودراستها تحت ظروف المختبر أو حديقة الحيوان يمكن أن تؤدي إلى فهم أفضل للإيذاء النفس عن المرضى البشري. حديقة الحيوانات المختبرية أو تربية والعزلة من العوامل الهامة التي تؤدي إلى زيادة التعرض للإيذاء النفس في أعلى الثدييات، مثل قرود المكاك الآسيوية. المعروف أيضا السفلى الثدييات للتشويه أنفسهم تحت ظروف المختبر بعد إدارة المخدرات. لبيمولين سبيل المثال ،الكلونيدين والأمفيتامين وعالية جدا (السامة) جرعة من الكافيين والثيوفيلين معروفة أو أن يعجل إيذاء النفس في حيوانات المختبر. في الكلاب بالوسواس القهري، ويمكن أن يؤدي إلى الكلاب يلحق الأذى الذاتي على سبيل المثال الحبيبي لعق الكلاب لجروحها. تعرف أحيانا الأسير والطيور إلى الانخراط في نتف ريش، مما تسبب في الأضرار التي لحقت الريش التي يمكن أن تتراوح من ريشة تمزيق لإزالة معظم أو
جميع ريش الطيور في متناول اليد، أو حتى تشويه أو العضلات أنسجة الجلد.